# Соснецкий, Иван Ермолаевич
Иван Ермолаевич Соснецкий (?—1876) — педагог.

## Биография
В 1850 году выдержал при Московском университете экзамен на звание учителя гимназии по русской словесности, а в 1853 году — экзамен на степень кандидата юридического факультета. В 1854 году был определён на должность младшего учителя русского языка и словесности в 4-ю Московскую гимназию, и в том же году — на должность старшего учителя в 3-ю Московскую гимназию, где и прослужил четырнадцать лет. В 1868 году Соснецкий перешёл во 2-ю Московскую гимназию, в которой преподавал до 1873 года, а затем был преподавателем французского языка в Рязанской губернской гимназии.